# ストートレン
ストートレン (Stortregn)は、スイスのメロディックブラックメタル/メロディックデスメタル/テクニカルデスメタルバンド。バンド名は、スウェーデン語で「豪雨・大雨」の意。バンド側は、当初はディセクションやダーク・トランキュリティに影響を受けたメロディックブラックメタルバンドとして活動していたが、後にデスメタルやプログレッシブ・メタルなどから影響を受け、ブラッケンド・テクニカルデスメタルへと音楽性を変化させていると述べている。

## 略歴
2005年にスイス第二の都市、ジュネーブで結成。当初のバンド名はディヴァインズ・スマイル (Divine's Smile)。翌2006年に、バンド名をアディクト・リパルション (Addict Repulsion)に変更し、更にストートレン (Stortregn)に変更した。スイス出身のバンドでありながら、スウェーデン語のバンド名にした理由について、後のインタビューでベーシストのマニュエル・バリオスは、1990年代のスウェーデンのバンドに触発されたためと述べている。ロマン・ネグロ (Vo, G)、ジョハン・スミス (G)、トリスタン (B)は固定されていたものの、活動初期はドラマーがなかなか定まらず、ドラマーが短期間で加入・脱退を繰り返していた。そのような状況ではあったものの、2007年に1stデモ『Stortregn』を、2008年には、1st EP『Devoured by Oblivion』をリリース。この後、ベーシストのトリスタンが脱退し、アレックス (B)が加入し、またガリー・ネロン (Ds)が加入し、バンドメンバーが整った。
2011年に1stアルバム『Uncreation』をグレート・デイン・レコードよりリリース。このアルバム作成においては、ウィーピング・バースやアンホーリー・マトリモニー、ミラースローンといったソロプロジェクトで活動しているヴラディミール・コシェがレコーディング・エンジニアを務め、この後のアルバムでもコシェがエンジニアに起用されている。この後、ネロンが脱退しサミュエル・ヤクベツ (Ds)が加入。2013年に2ndアルバム『Evocation of Light』をリリースした。この後、ベーシストのアレックスが脱退し、デュラン・K・バティヤ (B)が加入。ノン・セルヴィアム・レコードに移籍して、2016年に3rdアルバム『Singularity』をリリース。本アルバムをもって、フロントマンのネグロがボーカル専任となり、ベーシストのバティヤがギタリストに転向。新たにマニュエル・バリオス (B)が加入し、5人組となった。
2018年に4thアルバム『Emptiness Fills the Void』をリリース。2020年に、アメリカ合衆国のジ・アーティサン・エラと新たに契約を結ぶ。2021年に5thアルバム『Impermanence』をリリース。

## メンバー

### 現メンバー
- ロマン・ネグロ (Romain Negro) - ボーカル
- ジョハン・スミス (Johan Smith) - リードギター
クラシック・ギター奏者としても活動しており、ソリストとしても著名[4]。2019年にアメリカギター財団（英語版）が主催するギターコンテストで優勝経験がある他にも様々なコンテストで優勝していることに加えて、フランスの音楽雑誌「ギター・クラシカル・マガジン」では、「2017年のクラシックギター界の天啓（Classical Guitar Revelation 2017）」に選ばれた[4]。また、ローザンヌ室内管弦楽団、ブダペスト交響楽団、ヴェルビエ祝祭管弦楽団などのオーケストラとも共演した経験がある[4]。ローザンヌ音楽大学で修士号を取得している[4]。
- デュラン・K・バティヤ (Duran K. Bathija) - ギター
- マニュエル・バリオス (Manuel Barrios) - ベース
- サミュエル・ヤクベツ (Samuel Jakubec) - ドラムス
ヒポクラスでも活動。ドラムス講師としても活動している[4]。

### 旧メンバー
- トリスタン (Tristan) - ベース
- アレックス (Alex) - ベース
- マーヤン (Maayane) - キーボード
- ジャン (Jean) - ドラムス
- ジョアシャン (Joachim) - ドラムス
- アドリアン (Adrian) - ドラムス
- ファウスト (Faust) - ドラムス
- アンソニー (Anthony) - ドラムス
- ガリー・ネロン (Garry Néron) - ドラムス

## ディスコグラフィ

### アルバム
- Uncreation	(1st Album, 2011)
- Evocation of Light (2nd Album, 2013)
- Singularity (3rd Album, 2016)
- Emptiness Fills the Void (4th Album, 2018)
- Impermanence (5th Album, 2021)

### その他
- Stortregn (Demo, 2007)
- Devoured by Oblivion (EP, 2008)
- Elemental Nightmares - V (Split EP, 2014)
- Cosmos Eater (Single, 2021)